# Escuela Colburn
La Escuela Colburn (en inglés: Colburn School) es una escuela de música en Los Ángeles, California, Estados Unidos. La escuela fue fundada en 1980 como la Escuela Comunitaria de Artes Escénicas y fue originalmente una escuela preparatoria para la Escuela de Música de USC Thornton. Fue renombrada en 1985 después de un grande dotación de Richard D. Colburn y en 1998 ha reubicada al centro de Los Ángeles. La conservatoria es considerada uno de los mejores del mundo y tiene cerca de 110 estudiantes. La escuela comunitaria de artes escénicas tiene más de 1,500 estudiantes y ofrece muchos clases de música para una variedad de edades y también un academia de danza para bailarines entrabe 14 y 19 años de edad.